# Georgia zászlaja
Georgia állam jelenlegi zászlaját 2003. február 19-én adoptálták. A zászló piros-fehér-piros csíkos, míg a bal felső sarokban egy kék négyszög látható, tizenhárom fehér csillaggal és az állam arany címerével. A címerben a boltív az állam alkotmányát képviseli, míg az oszlopok a kormány három ágazatát. Ezek ellett megjelenik rajta az állam mottója is, a „Bölcsesség, Igazság és Mérsékeltség.” Az épületet egy, a polgárháború idejében elterjedt öltözékbe öltözött férfi védi. A tizenhárom csillag az eredeti tizenhárom gyarmat jelképe.
A zászló alapja a Konföderáció első zászlajára épült. Miután Mississippi 2020-ban megváltoztatta zászlaját, Georgia maradt egyike azon kevés államnak, amelynek még napjainkig is vannak elemei a polgárháború idei ország jelképeiből. Egyike annak a három államnak (a másik kettő Florida és Mississippi), amelynek zászlóján szerepel az Istenben Bízunk felirat.

## Korábbi zászlók
- 1861
- 1879–1902
- 1902–1906
- 1906–1920
- 1920–1956
- 1956–2001
- 2001–2003